# Captain... Coast Is Clear
Captain… Coast Is Clear — десятый студийный альбом немецкой поп-рок-группы Fool's Garden, выпущенный 26 ноября 2021 года лейблом Jazzhouse Records. Альбом выпускался в форматах 2×LP, CD и ЦД. Фотография для обложки была снята Фолькером Хинкелем на смартфон из окна его любимого ресторана в Португалии.
К песням «Outta Love», «Beautiful» и «Electrify» были сняты видеоклипы.

## Об альбоме
Альбом записан в нехарактерном для Fools Garden стиле, как указали в рецензии от Pop Magazine, песни из Captain… Coast Is Clear могли бы вполне быть выпущены на любом из альбомов Coldplay. Темы песен и слова были охарактеризованы как «пикантные», в части песен нехватает динамики, другие же, наоборот, представляют собой подвижную комбинацию поп-музыки и рока. В песне «Highest Mountain» пластинка достигает своего музыкального апогея. В издании Hooked On Music предположили, что раздельное сочинение и запись материала ввиду коронавирусного локдауна позволило музыкантам больше экспериментировать со звучанием, добавив в стиль больше электронных элементов и отдав предпочтение синтезаторам вместо гитар. Песня «Electrify» отсылает слушателя к творчеству Дэвида Боуи, конкретно к песне «Space Oddity».
В рецензии журнала Reflection of Darkness были особенно отмечены песни «Outta Love», представляющая собой явную отсылку к европейскому электропопу 1970-х годов, «Electrify», по звучанию напоминающая творчество ABBA, «Beautiful», охарактеризованная как атмосферная и лёгкая поп-песня, идеально подходящая для какой-нибудь рекламы, баллада «Fire» и «Those We Lost at Sea». Альбом получил высокую оценку, а рецензент даже заявил, что песни из него превосходят международно известный хит группы «Lemon Tree».

## Список композиций
Слова и музыка всех песен — сочинены Петером Фройденталером, Фолькером Хинькелем и Габриэлем Хольцем.
| №                   | Название                                    | Длительность |
| ------------------- | ------------------------------------------- | ------------ |
| 1.                  | «An Endless Sea»                            | 1:43         |
| 2.                  | «Electrify»                                 | 4:42         |
| 3.                  | «Highest Mountain»                          | 5:13         |
| 4.                  | «Shimmering Lights / Everything You Wanted» | 3:57         |
| 5.                  | «Home Again»                                | 4:07         |
| 6.                  | «Outta Love»                                | 3:31         |
| 7.                  | «It Can Happen»                             | 3:29         |
| 8.                  | «Fireflies»                                 | 5:56         |
| 9.                  | «Higher»                                    | 5:13         |
| 10.                 | «Here in Your Arms»                         | 4:37         |
| 11.                 | «Beautiful»                                 | 5:14         |
| 12.                 | «House of Cards»                            | 2:37         |
| 13.                 | «Those We Lost at Sea»                      | 3:46         |
| Общая длительность: | Общая длительность:                         | 54:01        |

## Участники записи
- Петер Фройденталер — вокал, акустическая гитара
- Фолькер Хинкель — гитара, муг, синтезатор, электронное фортепиано, вокал, ударные в песне «Here in Your Arms»
- Габриэль Хольц — гитара, бэк-вокал, MIDI-контроллер
- Дирк Блюмлейн — бас-гитара
- Торстен Кифер — клавишные
- Ян Хис — ударные, перкуссия